# Bobsleigh als Jocs Olímpics d'Hivern de 1936 - Dos homes
Als Jocs Olímpics d'Hivern de 1936 celebrats a la ciutat de Garmisch-Partenkirchen (Alemanya) es disputà una prova de bobsleigh de dos homes, que juntament amb la prova de quatre homes formà part del programa oficial de bobsleigh. La competició tingué lloc entre els dies 14 i 15 de febrer de 1936 a les instal·lacions de Garmisch-Partenkirchen.

## Comitès participants
Hi participaren un total de 46 competidors de 13 comitès nacionals diferents.
| - Alemanya (4) - Àustria (4) - Bèlgica (4) - Estats Units (4) - França (4) - Itàlia (4) - Liechtenstein (2) |  | - Luxemburg (4) - Països Baixos (2) - Regne Unit (2) - Romania (4) - Suïssa (4) - Txecoslovàquia (4) |

## Resum de medalles
| Or                                             | Argent                                             | Bronze                                                  |
| Estats Units · USA IIvan Brown · Alan Washbond | Suïssa · Suïssa IIFritz Feierabend · Joseph Beerli | Estats Units · USA IIGilbert Colgate · Richard Lawrence |

## Resultats
| Posició | Equip                              | Participants                           | Ronda 1 | Ronda 2 | Ronda 3 | Ronda 4 | Final   |
| ------- | ---------------------------------- | -------------------------------------- | ------- | ------- | ------- | ------- | ------- |
| 1       | Estats Units · USA I               | Ivan Brown Alan Washbond               | 1:22.50 | 1:21.02 | 1:25.39 | 1:20.38 | 5:29.29 |
| 2       | Suïssa · Suïssa II                 | Fritz Feierabend Joseph Beerli         | 1:26.34 | 1:20.31 | 1:24.11 | 1:19.88 | 5:30.64 |
| 3       | Estats Units · USA II              | Gilbert Colgate Richard Lawrence       | 1:25.06 | 1:21.94 | 1:24.80 | 1:22.16 | 5:33.96 |
| 4       | Regne Unit · Regne Unit I          | Frederick McEvoy James Cardno          | 1:25.61 | 1:23.85 | 1:28.58 | 1:22.21 | 5:40.25 |
| 5       | Alemanya · Alemanya I              | Hanns Kilian Hermann Valta             | 1:27.29 | 1:24.24 | 1:26.63 | 1:23.85 | 5:42.01 |
| 6       | Alemanya · Alemanya II             | Fritz Grau Albert Brehme               | 1:30.66 | 1:23.33 | 1:26.94 | 1:23.78 | 5:44.71 |
| 7       | Suïssa · Suïssa I                  | Reto Capadrutt Charles Bouvier         | 1:25.45 | 1:23.69 | 1:34.09 | 1:23.00 | 5:46.23 |
| 8       | Bèlgica · Bèlgica I                | Rene Lunden Eric Spoelberch            | 1:25.82 | 1:24.35 | 1:32.31 | 1:23.80 | 5:46.28 |
| 9       | Bèlgica · Bèlgica II               | Max Houben Martial Schelle             | 1:31.73 | 1:24.05 | 1:26.13 | 1:25.41 | 5:47.32 |
| 10      | Països Baixos · Països Baixos I    | Willem Barongevers Samuel Dunlop       | 1:31.41 | 1:24.99 | 1:25.71 | 1:26.00 | 5:48.11 |
| 11      | Itàlia · Itàlia II                 | Edgardo Vaghi Dario Poggi              | 1:30.03 | 1:25.66 | 1:29.04 | 1:26.29 | 5:51.02 |
| 12      | Itàlia · Itàlia I                  | Antonio Brivio Carlo Soldini           | 1:33.38 | 1:27.85 | 1:25.78 | 1:24.20 | 5:51.21 |
| 13      | Àustria · Àustria I                | Hans Stürer Hans Rottensteiner         | 1:28.12 | 1:25.20 | 1:30.55 | 1:28.13 | 5:52.00 |
| 14      | França · França I                  | Jean d'Aulan Jacques Bridou            | 1:32.49 | 1:25.59 | 1:28.93 | 1:27.80 | 5:54.81 |
| 15      | Romania · Romania I                | Alexandru Frimu Costel Rădulescu       | 1:29.96 | 1:27.26 | 1:34.06 | 1:24.73 | 5:56.01 |
| 16      | Romania · Romania II               | Alexandru Budişteanu Dumitru Gheorghiu | 1:30.37 | 1:27.58 | 1:34.11 | 1:26.85 | 5:58.91 |
| 17      | Txecoslovàquia · Txecoslovàquia II | Gustav Leubner Wilhelm Blechschmidt    | 1:32.53 | 1:29.23 | 1:31.59 | 1:26.12 | 5:59.47 |
| 18      | Liechtenstein · Liechtenstein I    | Eduard Falz Eugen Büchel               | 1:30.96 | 1:26.91 | 1:35.27 | 1:28.20 | 6:01.94 |
| 19      | Àustria · Àustria II               | Hans Volckmar Anton Kaltenberger       | 1:33.71 | 1:26.28 | 1:30.50 | 1:31.81 | 6:02.30 |
| 20      | Txecoslovàquia · Txecoslovàquia II | Josef Lanzendörfer Karel Růžička       | 1:31.40 | 1:28.90 | 1:36.57 | 1:32.83 | 6:09.70 |
| 21      | França · França II                 | Louis Bozon Émile Kleber               | 1:41.99 | 1:31.92 | 1:35.09 | 1:31.07 | 6:20.07 |
| 22      | Luxemburg · Luxemburg I            | Raoul Weckbecker Gaza Wertheim         | 1:45.41 | 1:33.95 | 1:35.96 | 1:37.47 | 6:32.79 |
| -       | Luxemburg · Luxemburg II           | Henri Koch Gustav Wagner               | 1:42.02 | 1:31.91 | 1:29.76 | --      | --      |